# Dedo I. von Wettin
Dedo I., Graf von Wettin (* um 960; † 13. November 1009) war ein Sohn des Dietrich aus dem sächsischen Adelsgeschlecht der Wettiner. Sein Bruder war Graf Friedrich von Eilenburg.

## Leben
Der junge Dedo verbrachte die Kindheit bei seinem Verwandten, Markgraf Rikdag, Herr über die Mark Meißen, Mark Zeitz und Mark Merseburg, und stand somit in enger Beziehung zu einem der einflussreichsten Männer Ostsachsens.
Verheiratet war Dedo mit Thietburga, der Tochter des Markgrafen Dietrich von Haldensleben, Herr über die Nordmark, die er vor 985 zur Frau genommen hatte.
In den Jahren von 974 bis 985 war Dedo I. an der Rebellion des bayrischen Herzogs Heinrich von Bayern gegen Kaiser Otto II. und später auch gegen dessen Sohn Otto III. beteiligt, dem sich der bayrische Herzog erst im Juni 985 in Frankfurt endgültig unterwarf. Im Jahre 976 befehligte Dedo ein böhmisches Heer, das Zeitz einnahm und die Bischofskirche ausraubte. Mit der Beute führte der Wettiner angeblich auch seine eigene Mutter als Gefangene fort.
Zu dem magdeburgischen Erzbischof Giselher hatte Dedo offensichtlich ein gutes Verhältnis. Dieser verschaffte ihm nach dem Tod des Grafen Binizo die Grafenrechte im nördlichen Hassegau. Zudem beanspruchte Dedo erfolgreich den Burgward Zörbig für sich und seinen Bruder Friedrich.
Die Jahre vor Dedos Tod waren schließlich von einer Fehde mit den Walbeckern überschattet, deren Ursache nicht bekannt ist. Dedo beanspruchte als Gemahl der Tochter des Markgrafen von der Nordmark nach dessen Tod das Amt für sich, welches aber der Walbecker Lothar erhielt. Lothar herrschte in der Nordmark von 983 bis 1003. Bischof Thietmar von Merseburg, ein Neffe Lothars, erzählt in seiner Chronik, dass sich Dedo I. an der Verwüstung der Burg Wolmirstedt beteiligte, die in Walbecker Besitz war. Auch mit Markgraf Lothars Sohn und Nachfolger Werner von Walbeck (1003–1009; † 1014) lag der Wettiner im Streit. Dedo wurde am 13. November 1009 zusammen mit seinem Vasallen Egilhard von seinem Widersacher Werner in der Nähe von Mose getötet.
Graf Dedo hinterließ einen Sohn:
Dietrich II., Graf von Wettin, ab 1031 Markgraf der Mark Lausitz (* um 990; † 1034).